# عليجان (مقاطعة غيلانغرب)
عليجان (بالفارسية: علیجان) هي قرية تقع في قسم ديره الريفي في إيران.